# Esperantido
Esperantido es el término usado a un idioma derivado de la comunidad del Esperanto y una lengua artificial por describir un proyecto de lengua basado o inspirado en el Esperanto.
El término esperantido tiene un origen en un proyecto bien preciso, su nombre proviene del sufijo "-id" del esperanto, el cual se usa en la palabra esperantido para simbolizar a los idiomas que derivan de este, literalmente significa "descendiente del esperanto".
El más famoso de estos idiomas es el Ido, sin embargo dista mucho de la popularidad de su lengua madre, el esperanto, la cual sigue siendo el proyecto de lengua universal más popular del mundo.

## Proyecto de reforma del esperanto
El creador del esperanto fue Ludwik Lejzer Zamenhof, propuso, en 1894, una serie de cambios al idioma (lo consideró esperanto reformado).
- Datos: Q963760